# Jakob Dont
Jakob Dont (2 de marzo de 1815 - 17 de noviembre de 1888) fue un violinista, compositor y profesor austríaco.
Nació y murió en Viena. Su padre, Valentin Dont, era un conocido violonchelista. Jakob fue alumno de Josef Böhm (1795-1876) y de Georg Hellmesberger (1800-1873). A la edad de 16 años, se hizo miembro de la orquesta del Hofburgtheater, y en 1834 entró en servicio en la Hofkapelle de Viena. Durante este tiempo se presentó frecuentemente como solista. A pesar de su éxito, decidió no seguir una carrera como solista. En 1853 fue profesor en el Pädagogisches Institut en Viena. A partir de 1871, Dont fue empleado en el Conservatorio de Viena. Finalmente dejaría este puesto porque le prohibieron usar sus propias composiciones para la enseñanza. Las composiciones de Dont consisten principalmente en un innovador y práctico material didáctico para el violín. Sus 24 estudios o caprichos “Gradus ad Parnassum” Op. 35 y los 24 “Ejercicios Preparatorios de los Estudios de R. Kreutzer y P. Rode” Op. 37 son considerados como las referencias técnicas más importantes para el violín.
Entre sus estudiantes estaban Leopold Auer y Ottokar Nováček.
- Datos: Q672620